# Свеаборг (фільм)
«Свеаборг» (фін. Sveaborg) — радянсько-фінська двосерійна художня історична драма 1972 року режисера Сергія Колосова за мотивами однойменної повісті Миколи Семенкевича.

## Сюжет
Фільм розповідає про збройне Свеаборгське повстання матросів і солдатів, яке відбулося 31 липня — 2 серпня 1906 року поблизу столиці Великого князівства Фінляндського Гельсингфорса і спільну боротьбу проти самодержавної влади російських і фінських революціонерів.

## У ролях
- Борис Галкін — Аркадій Ємельянов
- Олександр Воєводін — Євген Коханський, підпоручик
- Оке Ліндман — Пахіінтакті, фінський соціаліст
- Людмила Касаткіна — Валентина Костянтинівна Ємельянова, мати Аркадія
- Армен Джигарханян — Сергій Анатолійович Ціон, штабскапітан
- Микола Засухін — Сергій Федорович Власін, командир роти
- Ігор Горбачов — Олексій Петрович Агєєв, генерал, командир артилерії гарнізону
- Юхим Копелян — Олексій Дмитрович Нотара, полковник
- Улдіс Лієлдіджс — Володимир Лаймінг, комендант фортеці
- Сірпа Рюдман — Айно Маннергейм
- Герман Юшко — Терентій Дитинич, феєрверкер
- Сергій Савченко — солдат
- Микола Трофімов — Морозов, фельдфебель
- Лаурі Лейно — епізод
- Пертті Маласнійомі — фінський соціаліст
- Євген Тетерін — Жнов, полковник, начальник штабу
- Галина Іванова — епізод
- Михайло Езепов — товариш Анатолій
- Юрій Галін — епізод
- Станіслав Симонов — солдат
- Павло Винник — священник
- Шавкат Газієв — солдат
- Дмитро Днєпрова — офіцер
- Олексій Зайцев — Власенко, солдат з Псковської губернії
- Людмила Крашеніннікова — епізод
- Юхані Кампулайнен — епізод
- Олександр Льовушкін — офіцер, виконувач романсу
- Сергій Лісовський — епізод
- Лідія Меньшова — епізод
- Петро Мікшиєв — епізод
- Олександр Пашутін — Литіков, унтерофіцер
- Михайло Погоржельский — Петро Столипін
- Юрій Потьомкін — солдат з Вологодської губернії
- Лев Поляков — Микола Миколайович Молодший
- Михайло Розанов — солдат
- Анатолій Ромашин — Микола II
- Федір Севостьянов — епізод
- Сергій Торкачевський — епізод
- Михайло Туманішвілі — епізод
- Олександр Хотченков — епізод
- Віталій Шаповалов — солдат
- Харій Швейц — епізод
- Віктор Шульгін — підполковник, командир роти
- Володимир Еренберг — капітан корабля
- Олександр Петров — солдат з Тверської губернії
- Михайло Бочаров — військовий з внутрішньої охорони фортеці

## Знімальна група
- Автори сценарію: Сергій Колосов, Пааво Рінтала
- Режисер-постановник: Сергій Колосов
- Головний оператор: Валентин Железняков
- Головний художник: Михайло Карташов
- Композитор: Юрій Левітін